# Маафу, Энеле
Энеле Маафу (Ма’афу) (1816 — 6 февраля 1881) — тонганский и фиджийский государственный и военный деятель, дипломат. Обладатель титулов принца Тонга и рату Фиджи. Долгое время был тонганским представителем при фиджийском правителе Такомбау.

## Тонганский период

### Ранние годы
Энеле Маафу родился в Тонгатапу в 1816 году, в семье тонганского дворянина туи Алеамоту’а. В 1840 году в городе Нукуалофа он венчался на Элеоне Нгатаиалупа, впоследствии родившего ему единственного сына Сиале’атаонго.
Учитывая то, что Маафу имел знатное происхождение и был одним из претендентов на трон в Тонга, Тауфа’ахау Тупоу (будущий король Джордж Тупоу I) решил избавиться от нежелательного конкурента, добившись того, чтобы он был отправлен в восточное Фиджи в качестве христианского миссионера и методиста. Разместившись на Фиджи, в 1848 году Маафу возглавил тонганское этническое сообщество на островах Лау. Сблизившись с формальным верховным вождем Лау Туи-Найау, он приступил к завоеванию всего архипелага Лау, включая острова Моала.

### Начало завоеваний
В 1850 году Маафу передал каноэ Туи-Какау, одному из фиджийских племенных вождей, в обмен на остров Вануа-Мбалаву. Подавив сопротивления островитян на религиозной почве, Маафу обосновался на Вануа-Мбалаву в поселении Ломалома. Впоследствии этот город стал столицей основанного им конфедеративного государства. Верховная власть в нём номинально принадлежала вождю Туи-Найау, но на деле же ведущую роль в жизни Лау играл сам Маафу, присоединявший к конфедерации новые островные территории.
В 1855 году Маафу принял участие в битве при Камбе, оказав помощь фиджийскому вунивалу Такомбау в борьбе с повстанцами. В этом сражении он возглавлял двухтысячный отряд тонганцев. Битва закончилась победой союзников и закрепила дружественные отношения между Фиджи и Тонга. Сам Такомбау, как и другие высокопоставленные фиджийские чиновники, принял христианскую веру.

## Фиджийский период
В 1858 году Такомбау предложил британскому консулу У. Т. Притчарду условную цессию островов Фиджийского архипелага Британской империей. Консул счел нужным предупредить Маафу — на тот момент самого влиятельного человека в Северном Фиджи — что под британским покровительством дальнейшие попытки расширить свою власть с его стороны допускаться не будут. Избегая конфликта, Маафу пошел на подписание соглашения об отрицании суверенитета Тонга над фиджийцами и подчеркнул то, что находится на Фиджи исключительно для наблюдения и защиты интересов тонганского населения.
В 1862 году Такомбау и представители Великобритании приняли обоюдное решение о присоединении Фиджи к Британской империи, однако Маафу все ещё пытался продлить срок своего правления. В 1867 году он создал Конфедерацию Товата — государство, покрывающее большую часть северного и восточного Фиджи. Успехом эта затея не увенчалась, и Маафу был сослан на остров Вануа-Мбалаву с предоставлением пенсии британской администрацией. Здесь он продолжал де-факто оставаться представителем фиджийских тонганцев, ссылаясь на суверенитет Тонга над островами Лау.
Маафу оказался в критической ситуации в июне 1868 года, когда правительство Тонга сняло с себя всякий суверенитет над фиджийскими территориями, включая и архипелаг Лау. Это означало, что Маафу больше не мог править островами с позиции тонганского принца. По поводу его дальнейшей судьбы был созван совет лауанских вождей, в феврале 1869 года предоставивший Маафу новый титул — Туи-Лау, (полный титул: Король Лау, Левуке, и Овалау). В 1871 году, однако, он отрекся от престола в пользу Такомбау.
Умер Маафу в Ломалома в 1881 году на 65 году жизни. Он был похоронен на острове Лакеба в деревне Тубоу.